# Macintosh Classic
De Macintosh Classic is een personal computer, ontwikkeld door Apple Inc. Hij verscheen op 15 oktober 1990 en was de eerste Apple Macintosh die minder dan 1000 Amerikaanse dollar kostte.
De productie van de Classic werd gestimuleerd door het succes van de Macintosh Plus en de Macintosh SE. De systeemspecificaties van de Classic leken heel goed op die van de voorgaande modellen, met dezelfde 9-inch (23 cm) monochrome CRT-monitor, een resolutie van 512×342 pixels en dezelfde 4 MB geheugenlimiet van de oudere Macintosh-computers.
De beslissing van Apple om de Classic niet te updaten met nieuwere technologie -zoals een 68010-CPU, grotere RAM-capaciteit of een kleurenscherm- zorgden voor compatibiliteit met de toenmalige betrouwbare software en lieten Apple ook toe de prijs laag te houden, wat men graag wilde voor dit model. Desalniettemin bracht de Classic toch enkele verbeteringen ten opzichte van de oudere Macintosh Plus, het vorige basismodel van Apple. Zo was hij tot 25% sneller en bevatte standaard een Apple SuperDrive 3,5-inch (9 cm) diskettestation.

## Specificaties
- Processor: Motorola 68000, 8 MHz
- ROM-grootte: 512 kB
- Standaard RAM-geheugen: 1 MB
  - Uitbreidbaar naar 2 of 4 MB
- Standaard harde schijf: 40 MB SCSI
- Standaard diskettestation: 3,5-inch, 1,44 MB
- Uitbreidingssleuven: geen
- Audio: 8 bit mono, 22 kHz
- Netwerk: AppleTalk
- Type batterij: 3,6 volt Lithium
- Beeldscherm: 512×342 pixels, 23 cm (9-inch), monochroom
- Ondersteunde systeemversies: 6.0.7 t/m 7.5.1, en 7.5.3 t/m 7.5.5
- Afmetingen: 33,5 cm × 24,6 cm × 28,4 cm (lxbxh)
- Gewicht: 7,3 kg[4]

Uit productie: 1984: Macintosh 128K, Macintosh 512K · 1985: Macintosh XL · 1986: Macintosh Plus · 1987: Macintosh II, Macintosh SE · 1988: Macintosh IIx · 1989: Macintosh SE/30, Macintosh IIcx, Macintosh IIci, Macintosh Portable · 1990: Macintosh IIfx, Macintosh Classic, Macintosh IIsi, Macintosh LC serie · 1991: Macintosh Quadra 700, Macintosh Quadra 900, Apple PowerBook · Macintosh Classic II · 1992: Macintosh IIvx, Macintosh Quadra 950, PowerBook Duo, Macintosh Performa serie · 1993: Macintosh Centris serie, Macintosh Color Classic, Macintosh TV · Apple Workgroup Server · 1994: Power Macintosh · 1997: Power Macintosh G3, PowerBook G3, Twentieth Anniversary Macintosh · 1998: iMac · 1999: iBook, Power Mac G4 · 2000: Power Mac G4 Cube · 2001: PowerBook G4 · 2002: eMac, iMac G4 · 2003: Xserve, Power Mac G5 · 2004: iMac G5 · 2005: Mac mini · 2006: MacBook · 2015: MacBook (Retina) · 2017: iMac Pro

Huidige modellen: MacBook Air, MacBook Pro, iMac, Mac mini, Mac Studio, Mac Pro